# Manko
Manko – nieusprawiedliwiony bądź zawiniony brak towarów lub pieniędzy w kasie danego przedsiębiorstwa. Taka sytuacja może powstać we wszystkich ogniwach łańcucha handlowego i może obciążać materialnie pracownika, jeżeli brak został spowodowany przez jego zawinione działanie oraz może wiązać się z pociągnięciem go do odpowiedzialności karnej, jeżeli popełnił przy tym przestępstwo. 
Źródłem słowa jest francuski czasownik manquer, który oznacza „brakować”.
Przeciwieństwem manka jest superata.